# Старобешівська ТЕС
Старобешівська ДРЕС (за рад. часів ім. В. І. Леніна), теплова електростанція, розташована на Донбасі поблизу смт Старобешевого і Нового Світу.
Будівництво розпочато 1954, першу турбіну пущено 1958. Потужність ДРЕС у 1970 р. становила 2—3 млн кВт; за 1958 — 71 вироблено понад 121 млрд кВт·год електроенергії. Основним паливом є антрацитовий штиб і природний газ, розпалювальним — мазут.
Встановлена потужність 2300 МВт (3 турбіни по 100 МВт і 10 по 200 МВт). Технічне водопостачання комбіноване — з водосховищем і градирнями. Електроенергія передається по високовольтних лініях електропередачі напругою 110 і 220 кіловольт.
25 липня 2011 році на Старобешівській ТЕС блок № 6 після проведення капітального ремонту, враховуючи зміни технічних характеристик обладнання енергоблоку після проведення спеціальних випробувань енергоустаткування, перемарковано зі 175 на 200 МВт.
З моменту відключення у 2017 році окупованих територій від енергопостачання, Старобешівська та Зуївська ТЕС почали використовуватись несанкціоновано. Компанія Донбасенерго втратила контроль над станцією. Починаючи з 2018 року працює на половину потужності внаслідок відсутності промислового запиту на електроенергію, а завдяки знімкам встановлено зникнення майна зі складу та демонтаж резервуару для мазуту.

## Екологія
Станом на 22 лютого 2011 р. Старобешівська ТЕС входила до десяти об'єктів, які є найбільшими забруднювачами навколишнього природного середовища в Україні.